# Broughton (Oxfordshire)
Broughton è un villaggio e parrocchia civile dell'Inghilterra, appartenente alla contea dell'Oxfordshire.